# 沃特博特角

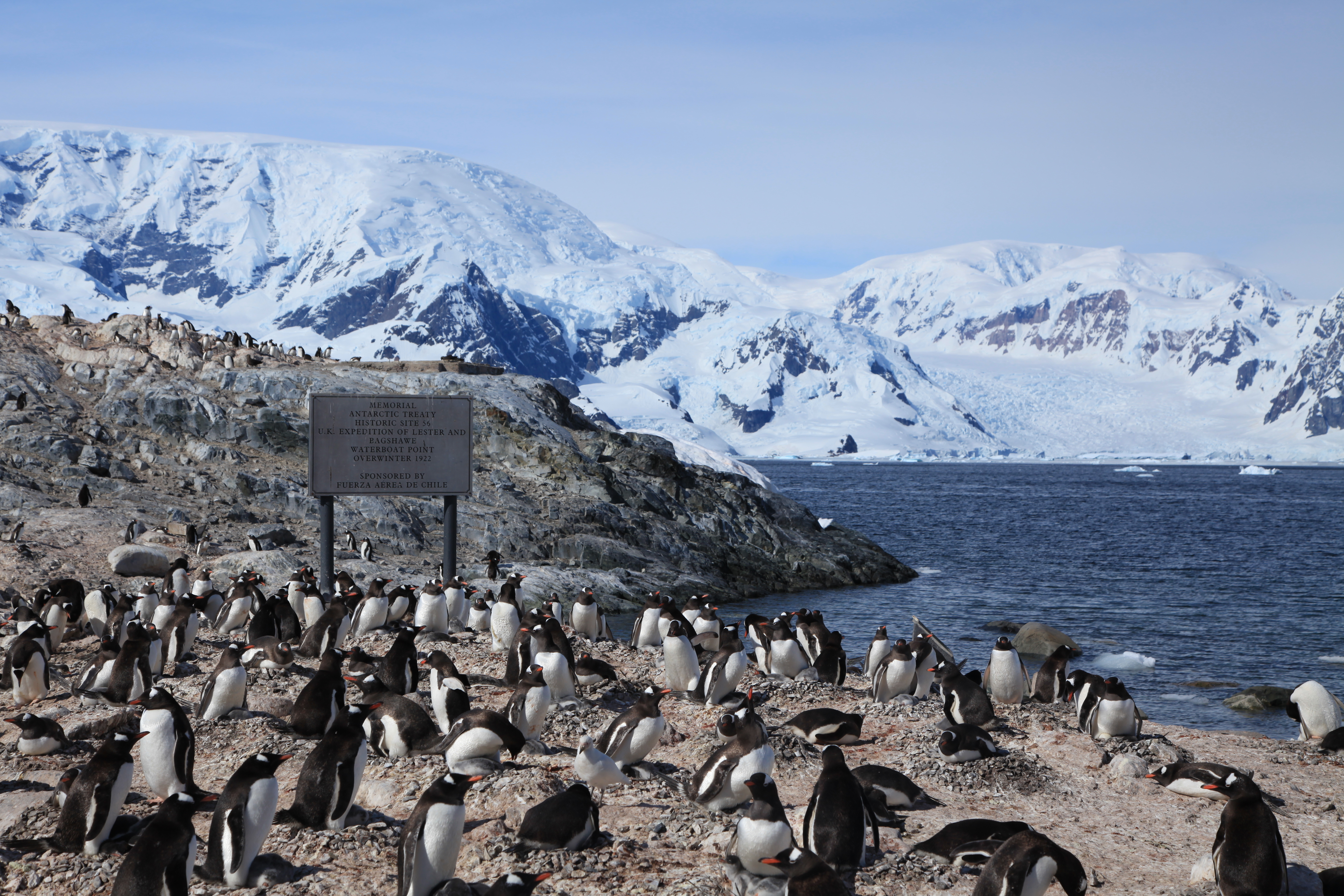

沃特博特角（英語：Waterboat Point），是南極洲的海岬，位於葛拉漢地西岸的丹科海岸，處於帕拉代斯港和安沃爾灣之間，在1898年比利時探險隊測量，現時由南極條約體系管理。